# Alátyr
Alátyr (en ruso: Алатырь ; en chuvasio: Улатăр / Ulatär; en erzya: Ратор ош / Rator osh) es una ciudad de la república de Chuvasia, en Rusia. Está situada sobre el río Surá, en su punto de confluencia con el río Alátyr, a 149 km al sur de Cheboksary, la capital de la república. La ciudad contaba con 38.203 habitantes en 2010.

## Historia
Alátyr es una de las ciudades más antiguas de Chuvasia. Fue fundada en 1552 como un puesto fortificado en el emplazamiento de un asentamiento mordvino. Obtuvo el estatus de ciudad en 1780, ganando una gran importancia económica gracias a la construcción en 1894 del ferrocarril Riazán-Kazán.

## Demografía
| 1795   | 1825   | 1897   | 1915   | 1939   | 1959   |
| ------ | ------ | ------ | ------ | ------ | ------ |
| 2 830  | 3 565  | 12 209 | 25 144 | 29 800 | 36 900 |
| 1970   | 1979   | 1989   | 1996   | 2002   | 2008   |
| 43 500 | 45 300 | 46 600 | 47 200 | 43 161 | 42 165 |

## Cultura y lugares de interés
La ciudad es un centro de la ortodoxia rusa en Chuvasia, como testimanian numerosas construcciones históricas religiosas, como la Iglesia de San Juan (Иоанно-Предтеченская церковь, de 1703), la Iglesia del Nacimiento de la Madre de Dios (Богородице-Рождественский собор, de 1747), así como el monasterio de la Trinidad (Троицкий монастырь; de 1584) y el de San Nicolás (Николаевский монастырь, de 1634). Se han conservado en el centro de la ciudad numerosas casas originarias del siglo XIX y principios del siglo XX.

## Economía y transporte
La economía de Alátyr se basa en la industria electrotécnica. Las principales empresas son:
- OAO Zavod Elektropribor (del ruso: ОАО Завод Электроприбор) : fábrica fundada en 1958, especializada en equipos eléctricos para el automóvil y la aeronáutica, 750 empleados.
- OAO Elektroavtomat (del ruso: ОАО Электроавтомат) : fundada en 1960, equipamiento eléctrico (captadores, commutadores, disyuntores, microruptores, etc.)

También es importante la tabaquera Machorka, así como la elaboración de calzado.
Además de la conexión ferroviaria comentada en el apartado histórico, cuenta con un puerto fluvial sobre el Surá.

## Personalidades
- Andréi Shidlovski (1915-2007), matemático.
- Alexéi Sudáyev (1912-1946), diseñador de armas.

## Galería

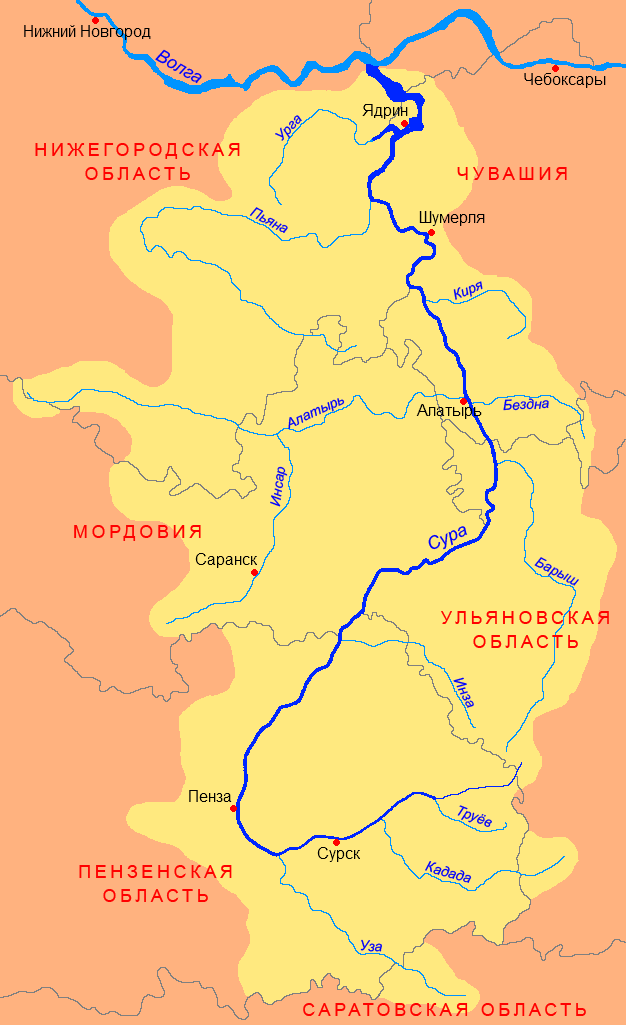
Alátyr (Алатырь) en mapa del río Surá, afluente del Volga
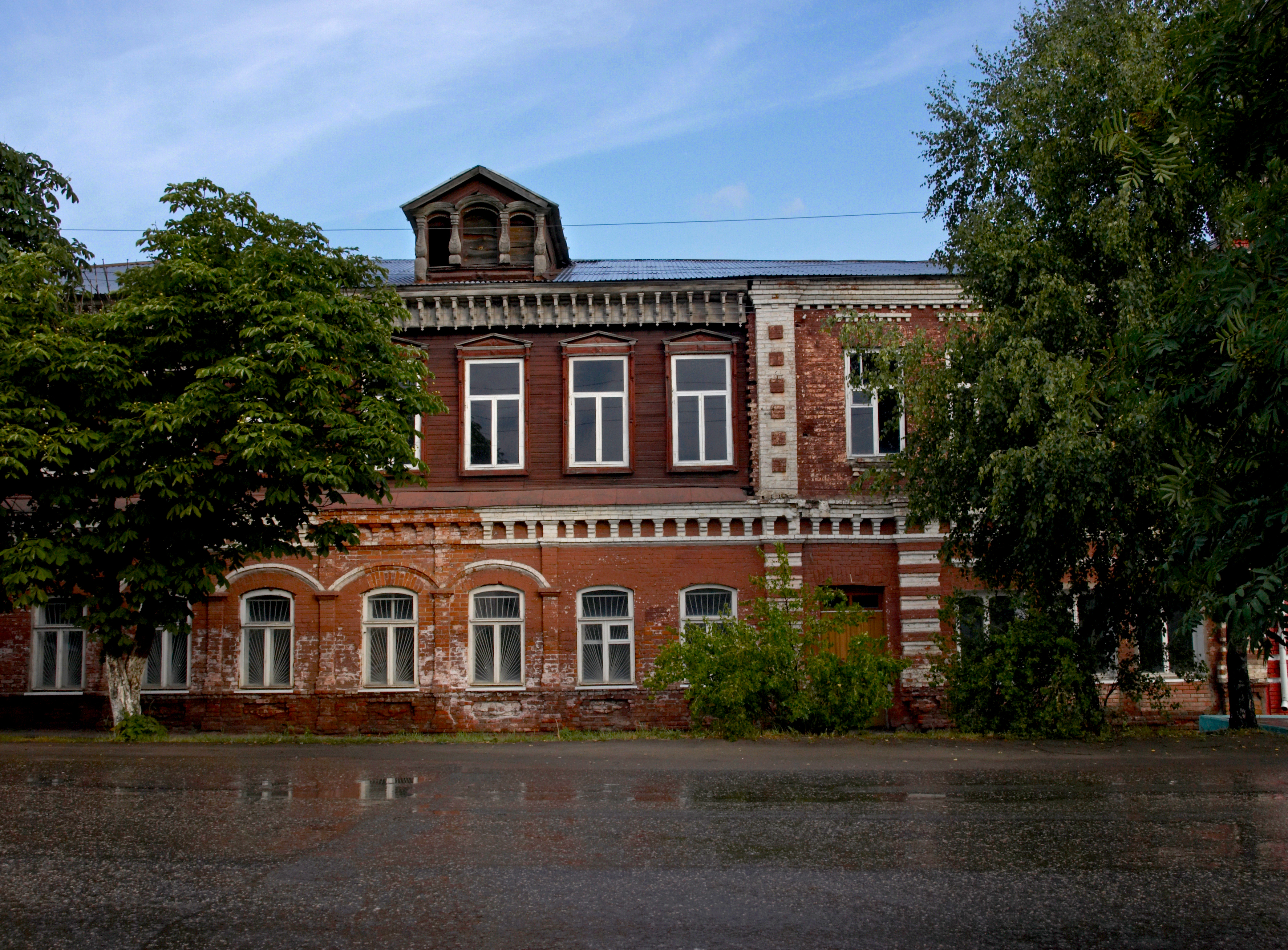
Casa de principios del siglo XX en el centro de Alátyr
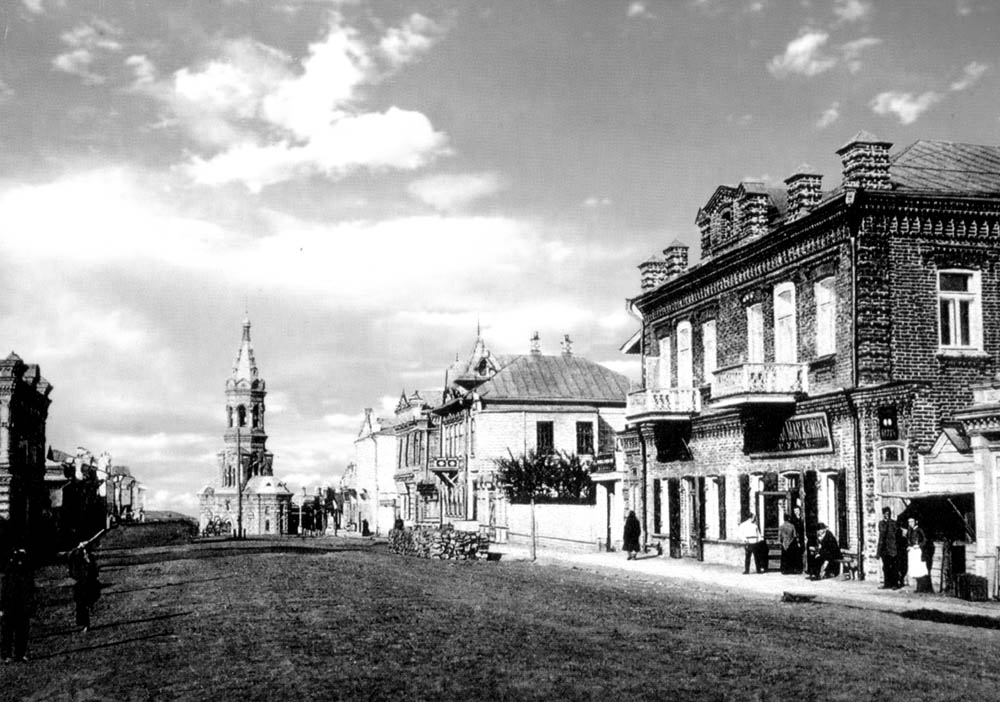
Calle Simbirskaya. Fotografía de principios del siglo XX